# Call Me When You Break Up
«Call Me When You Break Up» es una canción de la cantante Selena Gomez, del productor Benny Blanco y de la cantante Gracie Abrams, lanzada como primer sencillo del disco colaborativo de Selena y Benny I Said I Love You First (2025). La canción fue lanzada tras el anuncio del disco y del lanzamiento de la canción "Scared of Loving You", que sin ser sencillo promocional, se utilizó para iniciar la preventa del nuevo disco. La canción fue compuesta por Gomez, Dylan Brady, Julia Michaels, Justin Tranter, Mattias Larsson, Robin Fredriksson, Cashmere Cat y Blanco, así como estos dos últimos, junto a Dylan Brady se encargaron de la producción. El verso que canta Abrams fue enteramente escrito por esta, y fue añadido tras la remasterización final del disco, por eso en los vinilos se encuentra una versión alternativa, donde el segundo verso, que es el que canta Abrams de forma exclusiva, es cantado por Gomez con una letra distinta. 
La canción fue publicada bajo el el sello de Gomez, SMG Music LLC, de Blanco, Friends Keep Secrets, que son sellos integrados dentro de Interscope Records, al que pertenecen los tres artistas, el día 20 de febrero de 2025 en plataformas digitales, streaming, así como fue enviada a las radios pop de Estados Unidos.
Adicionalmente a la versión original, y a la versión donde el segundo verso es cantado por Gomez, actualmente solo disponible en el vinilo del disco, el 28 de marzo de 2025 se publicó una versión acústica extendida, para la que se grabaron nuevas voces.
A nivel general, el la recepción critica fue mixta, pues aunque se valoró la actitud jovial y energética de la canción, así como la temática, que explora cómo las relaciones de amistad pueden sufrir un deterioro cuando una de las partes inicia una relación romántica, también se criticó el poco avance artístico de Gómez, que ya venía de otros lanzamientos bastante criticados, como «Love On», así como la producción de Blanco, en la que se destacó cierta falta de atención en las voces, y en general, la corta duración de la canción, muy corta, y en cierta búsqueda de la viralidad en plataformas como TikTok. Respecto a la recepción comercial, la canción alcanzó el puesto 46 en el Billboard Hot 100 y el 54 en el conteo mundial, lo cual no se puede considerar un fracaso comercial, pero se aleja de grandes éxitos de cualquiera de los 3 artistas. Actualmente cuenta con más de 100 millones de reproducciones en Spotify.

## Antecedentes y composición

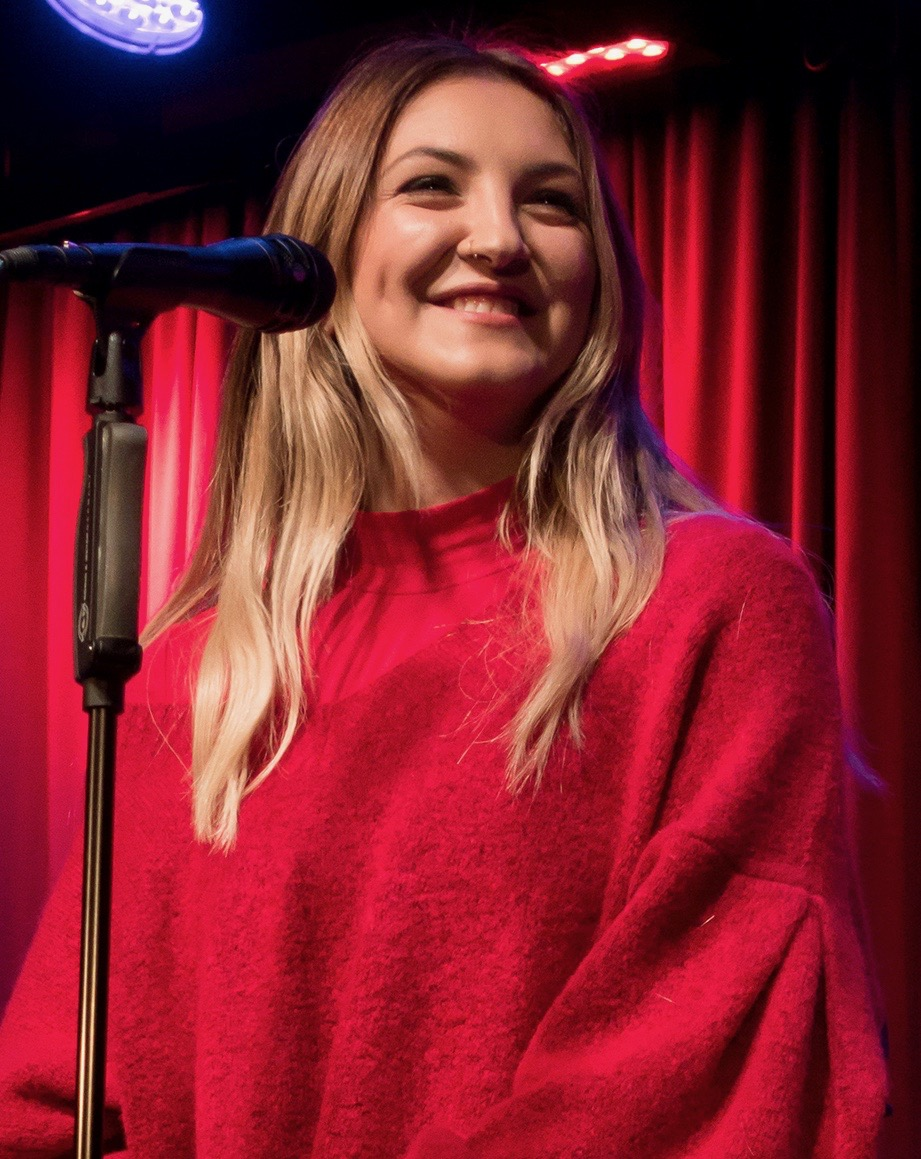
Julia Michaels, co-compositora del sencillo

«Call Me When You Break Up» fue escrita originalmente por la compositora y amiga de Gomez, Julia Michaels entre 2021 y 2022, que de hecho llegaría a compartir ciertos trechos de la canción en 2022. Posteriormente, durante las grabaciones de lo que sería el próximo disco de Blanco y Gomez, la demo sería presentada por Michaels a Gomez, acostumbradas a colaborar juntas en otras canciones de Gomez, como «Hands to Myself» o «Lose You to Love Me». Gomez conectó de inmediato con ella, y  posteriormente modificó parte de la letra, pues aparece acreditada en los créditos de la canción. Por su parte, Abrams se encargaría de editar y escribir integramente el segundo verso del sencillo. 
La colaboración empezó a ser promocionada a través de las redes sociales de Selena y Benny el 17 de febrero, quienes publicaron un video en sus cuentas en las que Benny esta entrando en una habitación donde se encuentran Selena y Gracie hablando en la cama. Luego, aquel las pregunta "¿Qué estáis haciendo aquí chicas?", a lo que ambas responden con un saludo. Al día siguiente, Selena publicó, también en sus redes sociales, un video haciendo karaoke sobre la pista, pudiéndose escuchar las siguientes letras: 
"Call me when you break up/ I want to be the first one on your mind when you wake up/ I miss the way we'd stay up/ We'd talk about forever while I’m taking off my makeup".

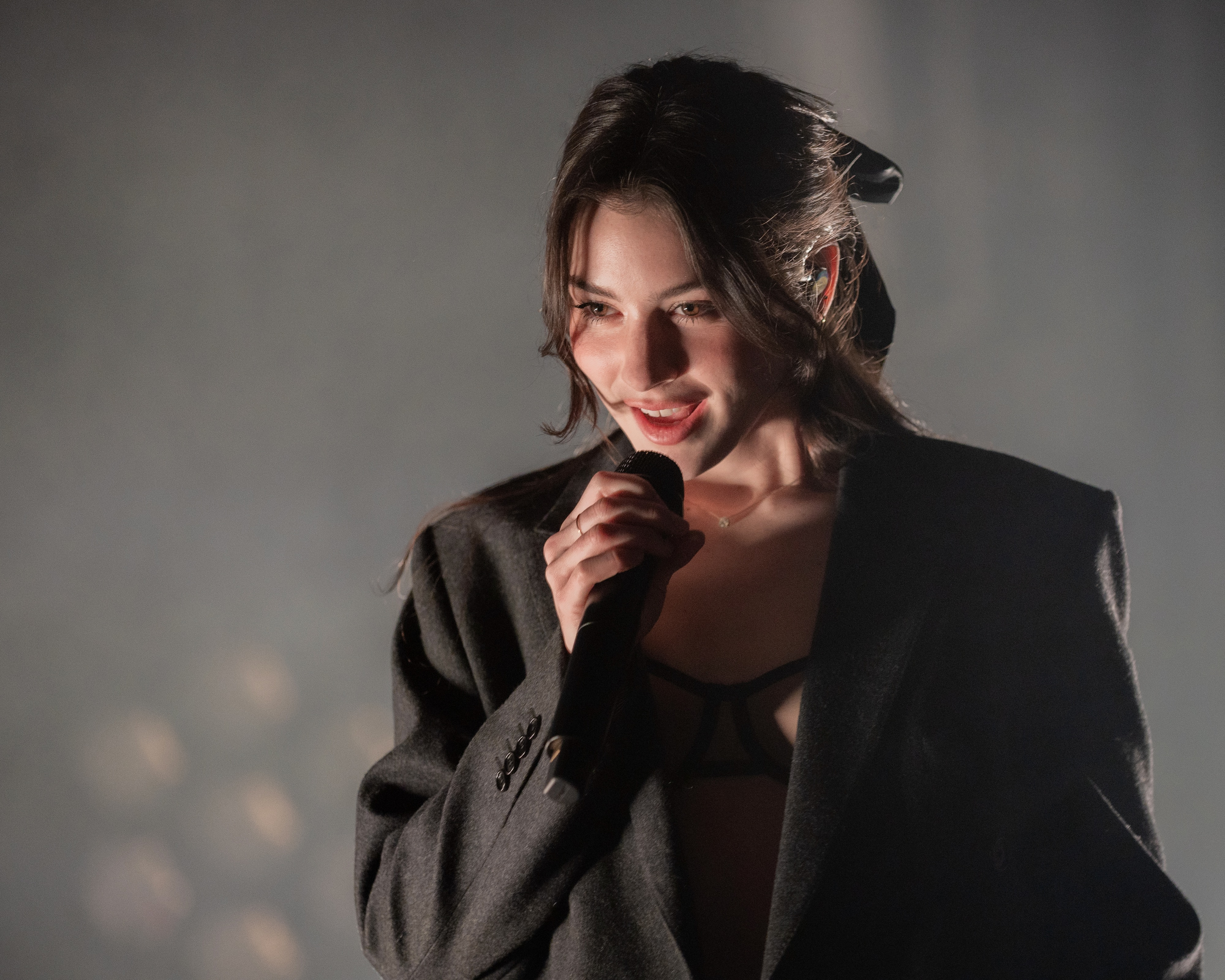
Gracie Abrams en concierto

Ese mismo 18 de febrero Gomez se encuentra en un evento especial para la promoción de I Said I Love You First en Londres, permitiendo a los fans presentes escuchar en primicia la canción completa, publicándose varios videos en las redes sociales. Al mismo tiempo, Abrams, que se encontraba realizando una actuación de su Tour, The Secret of Us en Hamburgo, canta su verso de la canción y el estribillo a piano ante todos los asistentes.
 

De acuerdo con Blanco, la canción, al igual que el resto del disco que la contiene, fue grabado en un estudio doméstico en vez de un estudio profesional, facilitando la grabación y compenetración entre los artistitas. Así, Benny alega que las sesiones de grabación sucedían de forma orgánica
"Por mi parte era como, mira he hecho este arreglo de cuerdas. Luego ella venía. No era como que fijáramos un día de grabación pensando en que a lo largo de ese día teníamos que escribir o grabar algo en concreto. Muchas veces era algo nada planeado. Grabamos un par de horas un día, otro par otro día. Yo nunca había trabajado con alguien de esta manera. Esa forma de trabajar normalmente solo lo había hecho cuando estoy solo, pero fue muy guay poder hacerlo de esta forma con ella"

- Benny Blanco, Interview

### Contenido lírico y musical
«Call Me When You Break Up» es una canción del género dance pop y pop rock. La canción empieza con un tono de contestador en el que se indica que la llamada que se esta realizando se esta trasladando a un contestador automático. Con esto se quiere dar a entender que la persona a la que se esta realizando la llamada lleva tiempo alejado. Posteriormente se inicia con el primer verso, cantado integramentente por Gomez, y el primer estribillo, a dueto entre Abrams y Gomez. Posteriormente inicia el segundo verso, cantado en su totalidad por Abrams, y finaliza con el estribillo de nuevo, hasta una duración de 2 minutos y 6 segundos. 
En relación al significado de la canción, Gomez se encargó de aclarar que el verdadero significado de la canción no gira en torno a un amor romántico, sino que versa de aquellas relaciones de amistad que se enfrían cuando una de las partes inicia una pareja romántica. De esta forma, cuando Gomez y Abrams cantan "Llámame cuándo lo dejéis", quiere expresar que pese a todo, cuando esa relación destinada al fracaso y que ha llevado al distanciamiento termine, la amistad seguirá intacta y que estará a su lado.

## Lanzamiento
Finalmente el sencillo fue publicado oficialmente el 20 de febrero de 2025, en todas las plataformas de streaming, como Spotify, Apple Music o YouTube Music. 
En relación con la promoción radial, la canción fue enviada a las radios italianas a través de Universal Music Group, encargada de la promoción de Interscope Records más allá de Estados Unidos el 21 de febrero. En Estados Unidos la canción fue enviada a las emisoras de pop y pop contemporáneo. Finalmente, en Gran Bretaña también fue enviada a las emisoras, en este caso, el 28 de febrero.

### Videoclip
Con el lanzamiento del sencillo se publicó el videoclip el 21 de febrero, con una serie de escenas en las que Gomez, Abrams y Blanco aparecen en la cama que había salido en los videos publicados en redes sociales por los artistas previamente a su anuncio inicial.
En lo relativo a la sipnosis del video, realmente se trata de un video grabado en formato vertical a través de la cámara frontal del teléfono. A lo largo del videoclip se muestra a los tres interpretes realizando karaoke de la pista, en una cama y en actitud jovial, lo cual puede ser una referencia al videoclip de «I Can't Get Enough», primera colaboración como co-interpretes de Gomez y Blanco en 2019, mucho antes de que iniciaran su relación amorosa, y cuyo videoclip también transcurría en una cama. 

### Versiones
«Call Me When You Break Up» fue lanzada en su versión sencillo el 20 de febrero de 2025. Esta es la versión que se incluiría en las versiones de streaming y consumo digital de I Said I Love You First (2025). Sin embargo, en las versiones de Vinilo y CD físicas del álbum se cuenta con una versión en solitario de Gómez. 
Adicionalmente, el 21 de marzo de 2025 se publicó una versión acustica de la versión, únicamente en formato digital a través de la Pagina Web Oficial de Selena. Posteriormente, esta versión se publicó en servicios de streaming el 28 de marzo de 2025.
Finalmente, en la versión especial del disco, titulada I Said I Love You First... And You Said It Back,  publicada el 2 de mayo de 2025, hasta el momento únicamente disponible en streaming y en formato digital, cuenta con la versión sencillo y la versión acústica. 

## Recepción crítica
Jason Lipshutz, periodista de Billboard elogió la canción, describiendo la canción como «una alegría efervescente que hace que sus dos minutos de duración vuelen», afirmando que Gomez y Abrams necesitan seguir grabando juntas, pues considera que las personalidades de ambas se complementan perfectamente. Esto mismo fue indicado por la revista Stardust, destacando que «las voces de Gomez y Abrams se fusionan a la perfección, con el estilo carismático e introspectivo de Abrams y la interpretación suave y emotiva de Gomez», así como se destacó que el estilo de producción de Blanco ayuda mucho a conseguir esa sinergia de voces y energía de las vocalistas.
Sin embargo, otras críticas, como la que realizó Saranya Singh en The Hardvard Crimson, lo calificó como un «esfuerzo muy vago de realizar un regreso pop», considerando la canción como algo que hubiera sido un éxito años atrás, en la actualidad se sentía una canción plana, criticando especialmente los vocales de Selena, cuya suavidad a veces juegan a su favor, pero no en este caso. Singh rescata sin embargo la participación de Abrams en el sencillo como algo positivo, ayudando a darle más energía. 

## Posicionamiento en listas

### Semanales
| Listas de éxitos semanales              | Mejor posición |
| --------------------------------------- | -------------- |
| Alemania (Official German Charts)       | 61             |
| Argentina (Monitor Latino)              | 5              |
| Australia (ARIA)                        | 82             |
| Austria (Ö3 Austria Top 40)             | 71             |
| Canadá (Canadian Hot 100)               | 41             |
| Canadá (CHR/Top 40)                     | 20             |
| CIS (Tophit)                            | 181            |
| Croacia (HRT)                           | 41             |
| Estados Unidos (Billboard Hot 100)      | 46             |
| Estados Unidos (Adult Contemporary)     | 30             |
| Estados Unidos (Adult Top 40)           | 16             |
| Estados Unidos (Mainstream Top 40)      | 18             |
| Estonia (Top Hits)                      | 6              |
| Grecia (International Digital Singles)  | 81             |
| Irlanda (IRMA)                          | 37             |
| Japón (Japan Hot Overseas)              | 9              |
| Letonia (Top 40)                        | 12             |
| Lituania (TopHit)                       | 25             |
| Noruega (VG-lista)                      | 92             |
| Nueva Zelanda Hot Singles (RMNZ)        | 6              |
| Países Bajos (Dutch Top 40)             | 37             |
| Portugal (AFP)                          | 79             |
| Reino Unido (UK Singles Chart)          | 28             |
| Panamá (Monitor Latino)                 | 3              |
| Paraguay (Monitor Latino)               | 10             |
| Perú (Monitor Latino)                   | 13             |
| Polonia (Polish Airplay Top 100)        | 20             |
| San Marino (SMRTV Top 50)               | 12             |
| Uruguay (Monitor Latino)                | 6              |
| Mundial (Global 200 Billboard)          | 54             |
| Suecia (Heatseeker - Sverigetopplistan) | 2              |